# Xouaxange
 Xouaxange  es una comuna  y población de Francia, en la región de Lorena, departamento de Mosela, en el distrito y cantón de Sarrebourg.
Está integrada en la Communauté de communes de la Vallée de la Bièvre .

## Demografía
| 196 | 215 | 199 | 172 | 258 | 363 |
| Para los censos de 1962 a 1999 la población legal corresponde a la población sin duplicidades (Fuente: INSEE [Consultar]) |     |     |     |     |     |